# Chiesa di San Ruffino (Parma)
La chiesa di San Ruffino è un luogo di culto cattolico dalle forme barocche, situato in strada Montanara 357 a San Ruffino, frazione di Parma, in provincia e diocesi di Parma; è sede di una parrocchia compresa nella zona pastorale della città.

## Storia
L'originario luogo di culto fu edificato in epoca medievale; la più antica testimonianza della sua esistenza risale al 1230, quando l'Ecclesie Sancti Rufini de Castellaro, allo stesso modo della vicina Ecclesie Sancte Marie de Castellaro, fu citata nel Capitulum seu Rotulus Decimarum della diocesi di Parma tra le cappelle appartenenti al Capitolo della Cattedrale di Parma, pur trovandosi all'interno del territorio dipendente dalla pieve di Carignano.
Le due cappelle furono menzionate anche nella Ratio Decimarum del 1299 quali dipendenze della pieve di Carignano e comparvero insieme anche in documenti del 1354, del 1494 e del 1520.
Entro il 1654 la chiesa di San Ruffino fu elevata a sede parrocchiale autonoma, assorbendo anche il vicino oratorio di Santa Maria, che fu abbandonato.
Intorno alla metà del XVIII secolo l'antico luogo di culto fu ricostruito in stile barocco.
Nel 1859 l'edificio fu arricchito internamente con varie decorazioni, per volere del barone Ferrari-Pelati.
Nel 1922 il campanile fu sopraelevato, mentre nel 1928 gli interni furono nuovamente restaurati e adornati.
Il 23 dicembre 2008 un forte terremoto causò alcuni danni alla chiesa; tra il 2013 e il 2015 l'edificio fu risistemato e consolidato strutturalmente.

## Descrizione

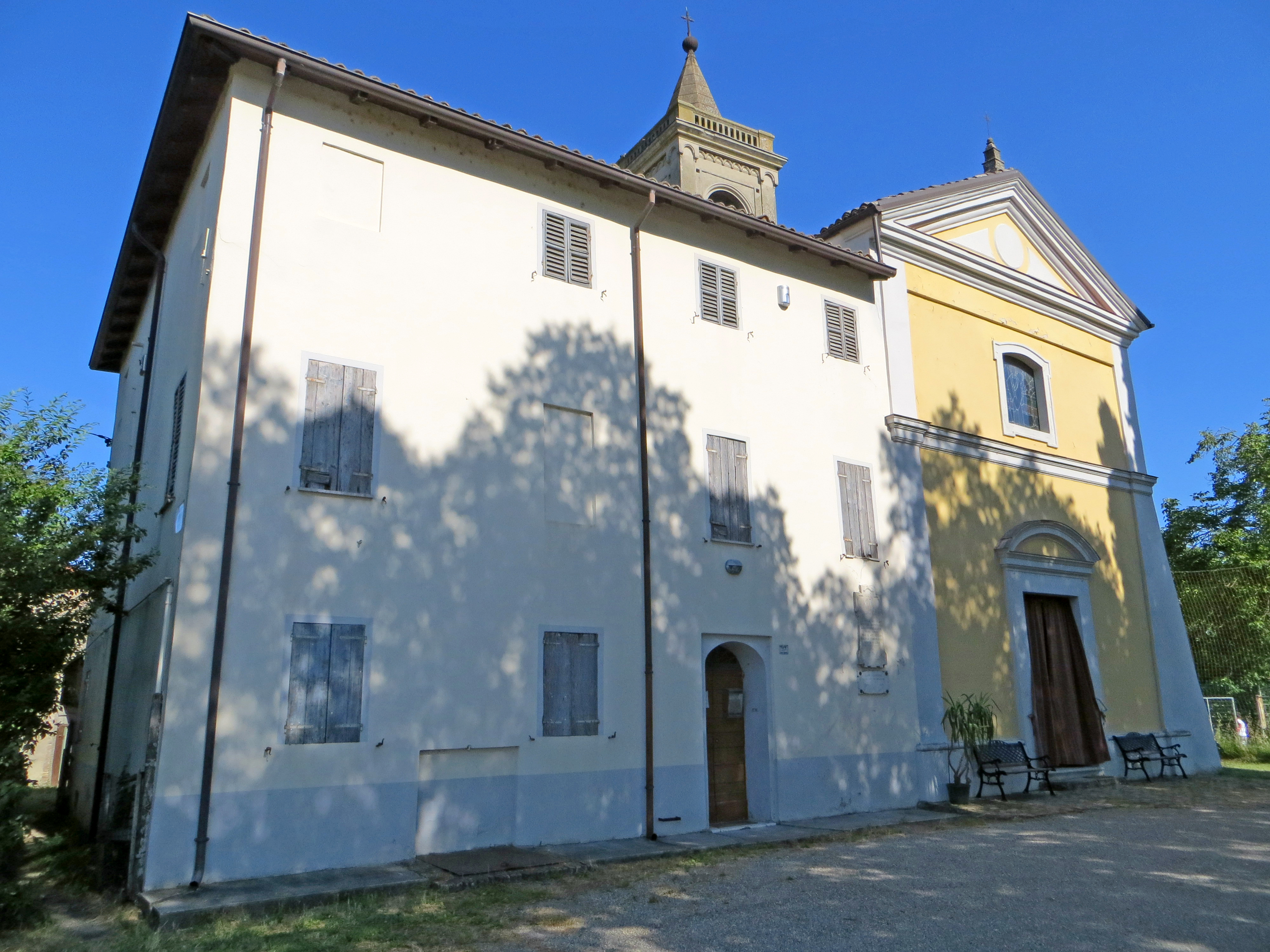
Facciata e canonica

La chiesa si sviluppa su un impianto a navata unica affiancata da una cappella su ogni lato, con ingresso a ovest e presbiterio a est; in adiacenza all'intero lato nord si estende la canonica.
La simmetrica facciata a capanna, interamente intonacata, è suddivisa orizzontalmente in due parti da un cornicione in rilievo. Inferiormente è collocato nel mezzo l'ampio portale d'ingresso, affiancato da una cornice e sormontato da un frontone curvilineo; alle estremità si elevano due lesene coronate da capitelli dorici. Superiormente si apre nel mezzo un finestrone ad arco ribassato, delimitato da cornice mistilinea; in sommità si staglia l'ampio timpano con cornice modanata in aggetto.
Al termine del fianco sud si innalza il campanile intonacato, decorato con lesene sugli spigoli; la cella campanaria si affaccia sui quattro lati attraverso ampie monofore ad arco a tutto sesto; in sommità, seminascosta dalla balaustra perimetrale, si eleva a coronamento una guglia a base poligonale.
All'interno la navata riccamente decorata, coperta da una serie di volte a crociera, è affiancata da alcune lesene, che delimitano le ampie arcate a tutto sesto delle due cappelle laterali, chiuse superiormente da volte a botte; sulle pareti si stagliano quattro grandi cornici in stucco, aggiunte nel 1859, contenenti i dipinti degli Evangelisti.
Il presbiterio, coperto da una volta a botte, ospita l'altare maggiore ligneo, realizzato in stile neobarocco alla fine del XX secolo; sul fondo si staglia, all'interno di un'ancona mistilinea, la pala seicentesca raffigurante la Madonna col Bambino e i santi Domenico, Ruffino e Antonio abate.
La chiesa conserva alcune opere di pregio, tra cui una cornice settecentesca intagliata, un olio ottocentesco rappresentante Santa Rosalia Sinibaldi, una credenza seicentesca e un tronetto espositivo settecentesco.